# Salvinorine

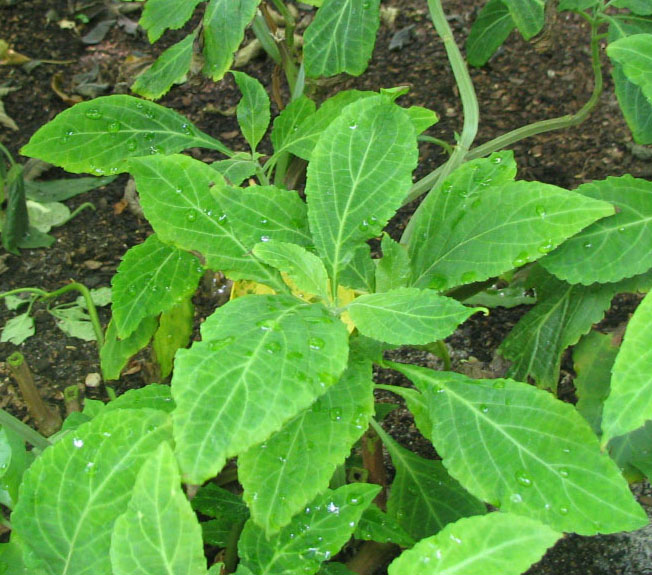
Aztekensalbei

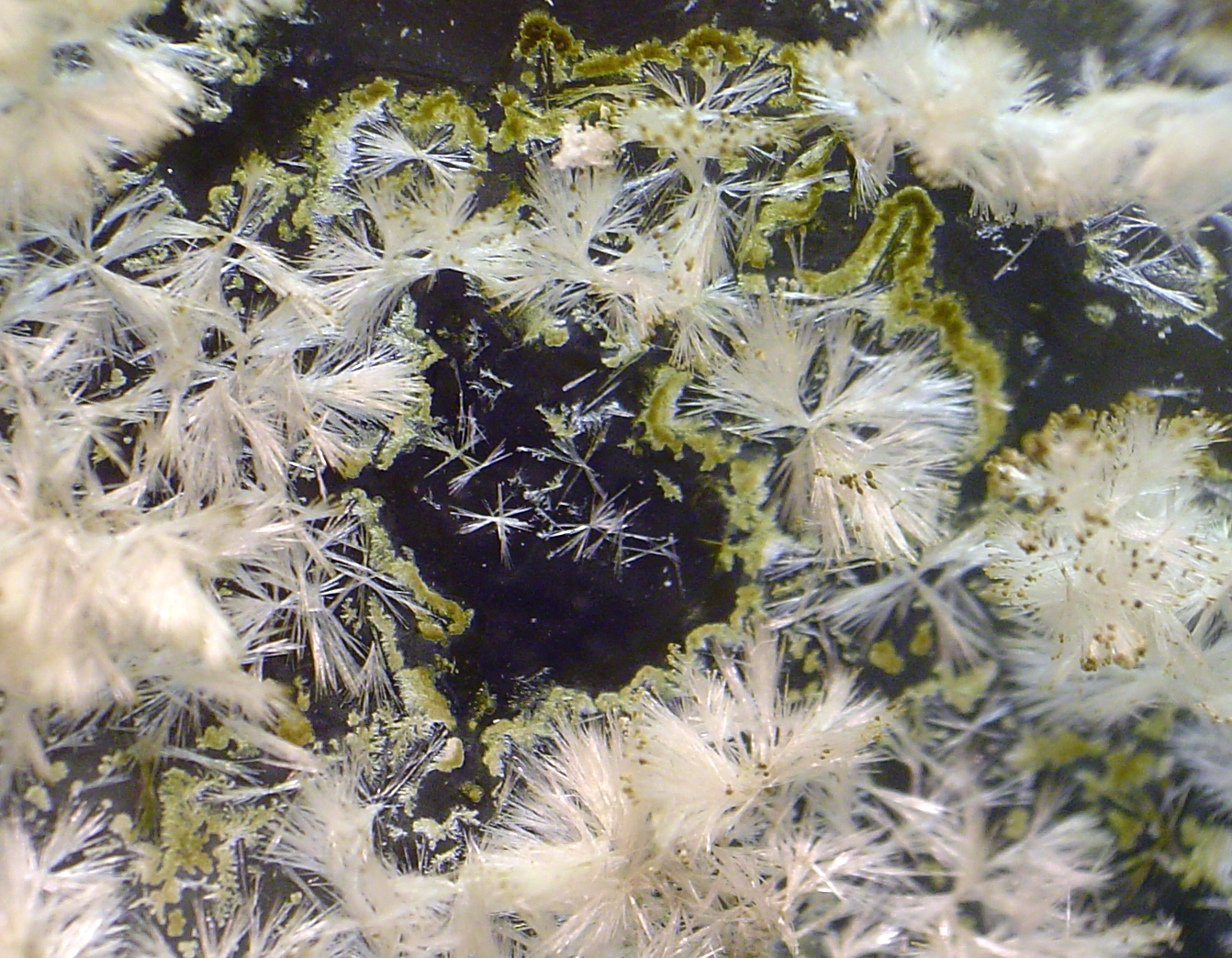
Salvinorinkristalle

Die Salvinorine sind eine Gruppe strukturell eng verwandter diterpenoider Sekundärmetabolite des Aztekensalbeis (Salvia divinorum). In deutlich geringerer Konzentration lassen sich einige Salvinorine auch in anderen Salbeiarten finden, darunter auch im klebrigen Salbei oder in Salvia recognita.

## Übersicht
Als erste Substanz von inzwischen neun Einzelvertretern der Salvinorine (A–H, J) wurde 1982 Salvinorin A isoliert. Salvinorin A ist ein Halluzinogen mit dissoziativen Effekten. Die Salvinorine B–E gelten als psychotropisch inaktiv, von Salvinorin F ist keine psychotrope Wirkung bekannt. Salvinorin A wurde identifiziert als selektiver Agonist des κ-Opioid-Rezeptors. Auch für Salvinorin G wurde in niedrigen Konzentrationen eine Bindung an diesen Rezeptor nachgewiesen.
Salvinorin A ist die potenteste bekannte natürlich vorkommende psychoaktive Substanz, mit einer Wirkdosis ab 200 µg. Auffällig ist, dass die Substanz im Gegensatz zu anderen natürlichen Halluzinogenen wie DMT, Psilocybin oder Mescalin, oder vergleichbaren synthetischen Drogen wie LSD oder 2C-B, über kein basisches Stickstoffatom verfügt.
| Name             | Struktur | R1      | R2       | Summenformel   | Molmasse       | CAS-Nummer   | PubChem |
| ---------------- | -------- | ------- | -------- | -------------- | -------------- | ------------ | ------- |
| Salvinorin A     |          | –OCOCH3 | −        | C23H28O8       | 432,46 g·mol−1 | 83729-01-5   | 128563  |
| Salvinorin B     | –OH      | −       | C21H26O7 | 390,43 g·mol−1 | 92545-30-7     | 11440685     |         |
| Salvinorin C     |          | –OCOCH3 | –OCOCH3  | C25H30O9       | 475,29 g·mol−1 | 385785-99-9  | –       |
| Salvinorin D     | –OCOCH3  | –OH     | C23H28O8 | 432,47 g·mol−1 | 540770-13-6    | –            |         |
| Salvinorin E     | –OH      | –OCOCH3 | C23H28O8 | 432,47 g·mol−1 | 540770-14-7    | –            |         |
| Salvinorin F     | –OH      | –H      | C21H26O6 | 374,43 g·mol−1 | 540770-15-8    | –            |         |
| Salvinorin G     | =O       | –OCOCH3 | C23H26O8 | 430,45 g·mol−1 | 866622-54-0    | –            |         |
| Salvinorin H     | –OH      | –OH     | C21H26O7 | 390,43 g·mol−1 | 872004-62-1    | –            |         |
| Salvinorin I     |          | –       | –        | C21H28O7       | 392,45 g·mol−1 | 917951-71-4  | –       |
| 17α-Salvinorin J |          | –       | –        | C23H30O8       | 434,49 g·mol−1 | 1157894-83-1 | –       |
| 17β-Salvinorin J |          | –       | –        | C23H30O8       | 434,49 g·mol−1 | 1157894-85-3 | –       |

Kürzlich wurde die Isolierung einer weiteren Verbindung publiziert, die den Salvinorinen zuzurechnen ist. Die Struktur von Salvinorin J ist der von Salvinorin E ähnlich, allerdings ist C-17 dort nicht als Lacton ausgebildet, sondern als Halbacetal.

## Synthetisch hergestellte Salvinorin-Analoga
Aufgrund der hohen pharmakologischen Wirksamkeit sind inzwischen weitere Derivate synthetisch hergestellt worden, die teilweise noch höhere Wirksamkeiten als Salvinorin A am κ-Opioid-Rezeptor aufweisen. Strukturell verwandte Substanzen sind auch Herkinorin, Divinatorin und Salvinicin.

## Rechtlicher Status
In Deutschland wurde mit der 21. BtMÄndV Salvia divinorum (Pflanzen und Pflanzenteile) in Anlage I des BtMG aufgenommen und zählt damit zu den „nicht verkehrsfähigen Betäubungsmitteln“.